# Oronym
Als Oronym (von altgriechisch ὄρος oros „Berg“ und äolisch/dorisch ὄνυμα onyma „Name“ {∗}) bezeichnet man in der Namenforschung die Berg- und Gebirgsnamen, eine Untergruppe der Toponymika. Bei den Gebirgsnamen ist die Grenze zu den Raumnamen (Choronyme) fließend.
Die Oronymie beschäftigt sich mit der Erforschung der Oronyme. Forschungsschwerpunkte sind die Herkunft, Bedeutung, Geschichte und regionale Verbreitung der Oronyme und die Erstellung entsprechender Systematiken.

## Bergnamengebung im deutschsprachigen Alpenraum
Das Randgebiet der Alpen ist vermutlich bereits im 5. vorchristlichen Jahrtausend von Ackerbau treibenden Menschen betreten worden, die die halbwegs ebenen Freiflächen nutzten und ein Jahrtausend später Bergbau betrieben. In der Bronzezeit führten Handelsrouten über die Berge. Somit waren Landwirtschaft, Bergbau und schließlich das Gewerbe der Säumer die Lebensgrundlagen, wodurch jene alpine Kulturlandschaft entstanden ist, wie sie im 19. Jahrhundert bei der touristischen Erschließung des Gebietes angetroffen wurde. Kulturlandschaften spiegeln in ihrem Namensgut Geschichte und Gegenwart wider. Diese in der Hinsicht, dass das Namengut in der (den) jeweiligen dominanten Sprache(n) festgehalten ist, jene in der Weise, dass im Namengut ältere sprachliche Zustände erhalten sind. Denn der Alpenraum war – wie übrigens das gesamte westliche und mediterrane Europa – ursprünglich weder germanisch (deutsch) noch romanisch (ladinisch oder italienisch) und auch nicht slawisch (slowenisch), sondern nicht-indogermanisch und wurde vom östlichen Mitteleuropa aus nach und nach indogermanisiert (statt indogermanisch liest man oft auch indoeuropäisch), das heißt, es wanderten wiederholt indogermanischsprachige, zuletzt keltische Stämme ein, die die bodenständige Bevölkerung überlagerten, diese hinterließ aber eine Reihe von Namen, z. B. *kamok- „Gemse“ (lateinisch camox, italienisch camoscio, ladinisch ciamurc, furlanisch ciamòz, deutsch Gams/Gemse bzw. Gämse, slowenisch gams) oder *trogio- „Fußweg“ (woraus mundartlich Troje oder Troie), insbesondere aber Alpe bzw. Alm „Bergweide“ (alemannisch Alp, bairisch Ålm aus Alben, in Tiroler Mundarten einschließlich Osttirol auch (die) Ålbe/Ålwe); dieses Wort wird von alters her im Plural zur Bezeichnung der Gebirgskette der Alpen gebraucht und kommt auch außerhalb des „alpinen“ Bereichs vor (z. B. Schwäbische und Fränkische Alb, auch Franken-Alb) und ist über das Romanische ins Deutsche gelangt, lateinisch alpis „(meist) hochgelegenes Weidegebiet“, Plural alpes bzw. als Name Alpes; alpines Substratwort, ursprünglich wohl „Berg“, auch „Pass“. Diminutiv dazu: (das) Älpl, Alpl, Älpele usw. (in mittelbairischen L-vokalisierenden Mundarten [áibl oder áiwl] gesprochen und Aibel, Eibel geschrieben; nur als Name italienisch Alpi und slowenisch Alpe).

### Tauern
Auch das Wort Tauern gehört vermutlich der vorindogermanischen Sprachschicht an, auch dieses Appellativ reicht über dessen eigentliches, geographisch so definiertes Gebiet („Tauern-Fenster“) hinaus. Es gibt – etymologisch und auch semantisch – zwei Tauern-Bezeichnungen, Tauern I und Tauern II. Das Appellativ (der) Tauern I bedeutet „Gebirge; Pass, für den Viehtrieb geeigneter Gebirgsübergang“. Über einige Tauern genannte Bergübergänge führten zwar von alters her wichtige Handelsrouten, auf denen die „Säumer“ mit Saumtieren und Schleifwagen Güter beförderten, doch die ursprüngliche Bedeutung war „Berg“ (ein Substratwort, vorrömisch bzw. romanisch *taur- „Berg“), erst später „Pass“.
Wenn auch in den Ostalpen besonders häufig, ist dieses Bergwort in ganz Südwesteuropa und im mediterranen Bereich bis nach Kleinasien verbreitet. Abseits vom Kernbereich kommt es in Österreich als Bergname am Plansee bei Reutte (Tauern, 1.841 m) vor, als Ober- und Untertauern bei Kitzbühel (zwei Berghöfe, urkundlich 1484 Obertauern), weiter umgelautet am Taiern (Flurname oberhalb von Vomp bei Schwaz), alle Tirol, dann als Bergname südöstlich von Bad Ischl (Tauern, 1108 m, und Tauernwand, Oberösterreich) und in Bayern am Samerberg (Berghof, 1369 auf dem Tauern). Ins Slowenische ist dieser Name als tur- gelangt, dieses ist jedoch nicht klar von Tauern II zu trennen.
Das gemeinslawische Wort tur- „Bodenschwellung, ableitiger Hügel“ (neben anderen Bedeutungen) liegt Namen wie Ossiacher Tauern, slowenisch Ture, und Turia-Wald, slowenisch Turje zugrunde, beide in Unterkärnten außerhalb des „eigentlichen“ Tauerngebietes. Dazu kommt noch die einen abgekommenen Bergnamen enthaltende slowenische Benennung Pod Turjo (wörtlich „unter dem Tauern“) für die Ortschaft Neuhaus an der Gail. Wie Tauern I und II zusammenhängen, ist schwierig zu entscheiden und würde hier zu weit führen, wahrscheinlich haben die Alpenslawen das alpine Substratwort *taur- zu *tur- weiterentwickelt und mit ihrem Wort tur- identifiziert (dass nicht alle Tauern-Namen den gleichen Ursprung haben müssen, hat bereits der bekannte Innsbrucker Namenkundler Karl Finsterwalder erkannt). Im Althochdeutschen hat der Tauern-Name Tûro gelautet, möglicherweise ist er durch slawische Vermittlung ins Deutsche gelangt.

### Andere Namen
Die meisten Bergnamen sind relativ jung und erst in jüngerer Zeit überliefert, was vielfach ihre Deutung erschwert. Karl Finsterwalder zählte sie mit Recht zu dem am schwierigsten zu deutenden Namengut. Im Allgemeinen erfolgte ihre Festlegung im Zuge der wirtschaftlichen Erschließung unserer Berge zunächst als Bergweiden und für den Bergbau, später auch als Jagdgebiete und seit dem 19. Jahrhundert für den Fremdenverkehr. Reichhaltiges Material liefern in früherer Zeit vor allem Grenzbeschreibungen und Almen betreffende Urkunden (in Urbaren, Güterverzeichnissen und dergleichen) sowie Protokolle von Streitigkeiten über Weiderechte. Auf alten Karten sind Bergnamen in nur sehr beschränktem Umfang notiert.
Das deutsche Namengut (Alt-)Bayerns und Österreichs (ohne Vorarlberg) ist dialektologisch gesehen bairisch-österreichisch, nur im Westen alemannisch; typisch bairisch-österreichisch ist z. B. Bichl „Bühel, Hügel“, typisch alemannisch Fluh „Fels (-abhang, -platte)“. Auch dem Rätoromanischen bzw. Ladinischen und Alpenslawischen bzw. Slowenischen verdanken wir zahlreiche Namen und Wörter, z. B. (die) Kaser „Sennhütte“ (aus dem Romanischen, vergleiche rätoromanisch caséra oder casère, auch mit Anlaut [č-], wobei die Details unklar bleiben) oder Tschadín (das, nur noch in Berg- und Flurnamen vorkommend) zu romanisch catinus „Kessel, Napf“ („Kar“). Weiter Kulm (mehrmals in Kärnten und Steiermark, meist auf slowenisch holm „Hügel, Kogel“ beruhend, kann aber auch das romanische Bergwort culmen „Gipfel; Bergübergang; Berg(wiese)“ repräsentieren, denn ein Kolm in Nordtirol [Zillertaler Alpen] oder Golm in Vorarlberg [Rätikon] ist eindeutig romanischer Herkunft) oder Daber (Osttirol) „Klamm“ (zu slowenisch deber bzw. daber „Schlucht“). Bemerkenswert ist auch die semantische Gleichung deutsch Ofen „Fels“, slowenisch peč „Ofen, Fels“ (z. B. Ofen [Kärnten, Karawanken], slowenisch Peč, italienisch Monte Forno, heute meist Dreiländereck).
Obwohl die Bergnamen größtenteils relativ jung sind – die meisten älteren stammen aus dem Hoch- und Spätmittelalter – finden sich in ihnen die gleichen Sprachschichten wie auch im sonstigen Namengut, sowohl in den einzelnen Bergnamen selbst, z. B. Hochgolling (Salzburg/Steiermark, Niedere Tauern, Golling aus slawisch golьnikъ) zu slowenisch gol „kahl, unbewachsen“, also „Kahlenberg“, Galzig (Tirol, Lechtaler Alpen) aus romanisch col siccu „trockener Berg“, Taunus (wiederbelebt im 18./19. Jahrhundert nach antiken Quellen, zuvor einfach die Höhe), Rhön (vordeutsch, unklarer Herkunft) als auch in den einzelnen Bergwörtern (wie z. B. Kogel aus romanisch cucullus „Kapuze“ oder Kuppe, oberdeutsch Gupf, aus romanisch cuppa „rundlicher Gipfel“). Auch historische Landschaften schlagen sich im Bergnamengut nieder, z. B. Ries (Bayern, aus dem antiken Raetia).

## Wonach werden nun die Berge benannt?
Der Altmeister der Bergnamenforschung in Österreich, Eberhard Kranzmayer (1897–1975), unterscheidet folgende semantische Gruppen von Bergbezeichnungen:
1. -5. Lagenamen im weitesten Sinn und zwar:
  1. nach der Form und Beschaffenheit,
  2. nach (allgemeinen) Naturerscheinungen wie Witterung,
  3. nach der Pflanzenwelt (Flora),
  4. nach der Tierwelt (Fauna) und
  5. nach der Nachbarschaft;
2. Kulturnamen nach der wirtschaftlichen Nutzung und dgl.;
3. Besitznamen nach den Eigentumsverhältnissen;
4. kultisch-mythische bzw. religiöse Namen auf Grund von Vorstellungen und Traditionen der bodenständigen Bevölkerung;
5. künstliche bzw. gelehrte Namen, geprägt von Geographen und Bergsteigern sowie vom Fremdenverkehr.

Vielfach weisen Berge verschiedene Namen auf, je nachdem, von wo aus sie benannt worden sind, z. B. Villacher Alpe vs. Dobratsch (Gailtaler Alpen) oder es gibt einen bodenständig-volkstümlichen Namen wie Harlouz und einen touristischen „offiziellen“ wie Ferlacher Horn (Kärnten, Karawanken). Ferner finden wir so genannte „aufgewanderte Namen“, dies sind Namen für Berge, Fluren und Almen, die von tieferen Lagen auf Objekte in höheren Lagen übertragen worden sind. So ist z. B. der (Große) Muntanitz in der Granatspitzgruppe nach dem Flurnamen Im Muntanitz und dieser ist nach dem Muntanitzbach so benannt, d.h, der Namen Muntanitz „wanderte“ vom Bach aufwärts. Oder das Gössnitztal war das Vorbild für die Gössnitzscharte und den Gössnitzkopf. Der Siedlungsname Peischlach am Ausgang des Kalser Tales „wanderte“ weit hinauf, über die Peischlach-Alm im oberen Bereich des Ködnitztales bis zum Peischlachtörl.

### Lagenamen nach der Form und Beschaffenheit
Wenn in diesem Abschnitt bei jedem Bergnamen nur ein Beispiel genannt wird, bedeutet dies nicht, dass dieser Name nur einmal vorkommt. Vielmehr wurde jeweils der mehr oder weniger bekannteste Bergname als Beispiel ausgewählt (z. B. kommt Schneeberg in Österreich und Deutschland mehrmals vor). Als erste Beispiele seien zunächst einige (allgemeine) Bergwörter genannt wie Berg (im ganzen deutschen Sprachraum, ursprünglich sehr allgemein für jede Erhebung gebraucht, im flachen Norden auch für geringe Anhöhen), z. B. Kahlenberg (Wien), Schneeberg (Niederösterreich), dazu das Kollektivum Gebirge, z. B. Fichtelgebirge (so erst seit dem 19. Jh., Erstbeleg 1542 Vichtelberg), ein ‘Berggebiet, wo vielen Fichten stehen’; auch der höchste Berg des deutschen Anteils am Erzgebirge heißt Fichtelberg. Beide Appellativa sind also im ganzen deutschen Sprachraum verbreitet. – S.u. sub (3) auch unter Wald.
Bichl‘Bühel, Hügel’ (bairische mundartliche Form von Büh(e)l, althochdeutsch buhil), z. B. Hirschbichl (Niederösterreich), Pfaffenbichl (Tirol).
Kofel‘felsiger Gipfel’ (aus romanisch *cubulum ‘Höhle’, mit Bedeutungsentwicklung zu ‘Felsen’, die alte Bedeutung im Lehnwort Gufel ‘Felshöhle, überhängende Wand’), v. a. in Tirol und Kärnten, in bäuerlicher Mundart von Kogel klar geschieden, z. B. Spitzkofel (Tirol, Lienzer Dolomiten), Torkofel (Kärnten, Gailtaler Alpen).
Kogel‘rundlicher Gipfel’ (übertragen aus romanisch cucullus ‘Kapuze’, im fast ganzen bairisch-österreichischen Gebiet verbreitet und sehr produktiv), z. B. Feuerkogel (Oberösterreich, Höllengebirge), Ochsenkogel (Steiermark, Niedere Tauern).
Spitz (der)(auf Karten oft (die) Spitze), z. B. Hochspitz (Tirol, Karnische Alpen), Granatspitz(e); der Spitz ist die ältere, oberdeutsche mundartliche Form, die Spitze die hochdeutsche jüngere und standardisierte, die sich auf den Landkarten immer mehr durchsetzt, z. B. Zugspitze (1590 u. 1656 Zugspitz, mit 2962 m höchster Berg Deutschlands im Wettersteingebirge; sie hat ihren Namen nach dem Zugwald und dieser ist entweder nach den Lawinenzügen oder nach schmalen Gassen, die den Heu- und Blochzug durch den dichten Wald ermöglichten, so benannt).
Kar (das)‘Gebirgskessel, Bergmulde (meist mit Geröll gefüllt)’, setzt ein altes Wort für ‘Gefäß’ fort (das noch in der Mundart in der Zusammensetzung Kaschkar aus Käsekar ‘Gefäß zur Käsebereitung’ erhalten ist; romanische Entsprechung Tschadin), z. B. Hochkar (Niederösterreich / Steiermark, Ybbstaler Alpen), Koralpe (Kärnten / Steiermark, Norische Alpen).
Nock(weitverbreitetes Bergwort, verwandt mit Nocken, davon auch Nockerl) ‘hohe, abgeflachte bzw. rundliche Kuppe’ (so v. a. im Kärntner Nockgebiet), in Tirol ‘kleine Erhebung, kleiner bewachsener Felsen, höchste Kuppe eines Berges (und dgl.)’, z. B. Mirnock (Kärnten), Hoher Nock (Tirol, Rofan-Gebirge).
Gupf‘Bergkopf, -kuppe; rundlicher Gipfel’ (entlehnt aus romanisch cuppa ‘rundlicher Gipfel’, eig. ‘Becher, Schale’, wovon Kuppe [niederdeutsch]) besonders häufig nur in Unterkärnten (oft korrespondierend mit slowenisch vrh ‘Anhöhe’, z. B. Matschacher Gupf (Karawanken, slowenisch Mačenski vrh) und um Bad Ischl im Salzkammergut (dort für spitze Gipfel, nach der spitzen Form des Hutgupfes der dortigen Volkstracht, z. B. Rottensteiner Gupf); vgl. mittelhochdeutsch gupf(e) ‘Spitze, Gipfel’, wovon güpfel ‘Gipfel’ abgeleitet ist). Im Grimmschen Wörterbuch finden wir gupf(e) ‘Kuppe, Spitze, Gipfel’. Die Grundbedeutung ist ‘etwas Hervorstehendes mit meist runder Spitze’, auch ‘das, was über den Rand eines Gefäßes ragt’.
Eck, Egg (das)‘Spitze; vorspringende Höhe, Berg- oder Hügelkante’ (bairisch das Eck statt die Ecke), sehr häufig, z. B. Hocheck (dies allein in Österreich 23-mal) bzw. Hochegg (9-mal); auch im südlichsten Punkt Deutschlands Haldenwanger Eck/Egg (Allgäuer Alpen) oder noch in der Form „Hohneck“ (in den lothringisch-elsässischen Vogesen) enthalten.
Fluh (die)‘jäher Felsabhang, Felswand’ (alemannisch, mittelhochdeutsch vluo, althochdeutsch fluoh, Erbwort), z. B. Mittagsfluh, Weißenfluh (beide Bregenzerwaldgebirge).
Schrof(f)en (der)‘rauer Felsen, zerklüfteter Fels’ (zu schroff), z. B. Schrofenpass (Allgäuer Alpen, Tirol), Schroffenberg (Niederösterreich).
Dazu kommen Übertragungen wie:
Kopf(Köpfl ‘Bergkopf, Kuppe’ wie auch mundartlich Gupf, s. o.), z. B. Seekopf ‘Bergkopf über dem See’ (Kärnten, Karnische Alpen) oder die sehr zahlreichen Mittelgebirgsgipfel im Schwarzwald oder in den Vogesen,
Ruck/Rück‘Rücken’ (z. B. Bocksruck [Steiermark, Niedere Tauern], gleichbedeutend Bosruck [Oberösterreich / Steiermark, Ennstaler Alpen] und Poßruck [Steiermark, Norische Alpen], Hunsrück [Teil des Rheinischen Schiefergebirges, 1074 Hundesrucha ‘Hundsrücken’], Hausruck [Oberösterreich]),
Horn(Hörndl ‘Bergspitze, vorspringende Bergnase’, z. B. Ferlacher Horn [Kärnten, Karawanken]),
ferner:
Sattel
Joch(Jöchl(e), ‘Bergjoch, hochgelegener Gebirgspass’, übertragen von Joch ‘Zuggeschirr’),
Tor(Törl ‘kleiner Engpass, schmaler Gebirgsübergang’, übertragen von Tor im Sinne von ‘Eingang’),
Kamm/Kamp(eigentlich Kamm, ‘Grat eines Bergrückens’, mittelhochdeutsch kamp),
Schober(‘Haufen (v. a. Heuhaufen)’) usw.,
ferner Bezeichnungen wie Hohe Wand (Niederösterreich), Haller Mauern (Oberösterreich / Steiermark, Ennstaler Alpen), Schuss / Schieß ‘abschüssige Stelle’, Zinken ‘Zinke, Zacken an der Gabel’ usw. – Einzelfälle sind Namen wie Glockner (1562 Glocknerer, 1583 Glogger, mundartlich Glogger ‘Eisglocke’) oder Dachstein (1238 Torstein, 1787 Doorstein, nach der mundartlichen Aussprache [Zäpfchen-r] erstmals 1746 Tachstein, zur Zeit der starken Vergletscherung im 17./18. Jh. auch Schneeberg genannt).

### Lagenamen nach der Witterung
Nach dem Wetterwinkel z. B. Wetterkreuz (Venedigergruppe, Kitzbüheler Alpen), Wetterstein(gebirge) (Bayern / Tirol), Donnerkogel (Salzburg / Oberösterreich, Dachstein), Nebelstein (Niederösterreich), Schauerkogel (Steiermark, Mürzsteger Alpen), dazu auch Namen wie Böses Weibl oder Weibele (Tirol mehrmals), denen im slowenischsprachigen Gebiet Kärntens die zahlreichen Baba (eigentlich ‘altes Weib, Großmutter’) entsprechen (Kärnten, Karawanken, mehrmals); nach dem Stand der Sonne z. B. Mittagskogel (Kärnten, Karawanken), Zwölferspitz(e) (Kärnten / Salzburg, Ankogelgruppe) (d. i. die ‘Zwölfuhrspitze’), in Sexten (Südtirol) gibt es eine richtige „Sonnenuhr“: Elfer-, Zwölfer-, Einserkofel, ähnlich am Dobratsch (Kärnten) Neuner-, Elfer-, Zwölfernock, oder im Toten Gebirge Neuner- bis Einserkogel; Sonnblick (zu mittelhochdeutsch sun(nen)blic ‘Sonnenglanz’, als Adjektiv ‘sonnenbeschienen, -durchglänzt’) (Kärnten / Salzburg, Goldberggruppe); nach dem Schnee z. B. Schneeberg (Niederösterreich u. Fichtelgebirge), Schneekogel (Niederösterreich, Ybbstaler Alpen); nach der Vergletscherung Gletscher (aus spätlateinisch *glaciarium = glacies ‘Eis’ + -ariu, so volkssprachlich nur im alemannischen Bereich, z. B. Klostertaler Gletscher [Vorarlberg, Silvretta-Gruppe]), Ferner (in Nordtirol, z. B. Ötztaler = Gurgler Ferner [Tirol, Ötztaler Alpen]) und Kees (etwa ab dem Nordtirol-Salzburger Grenzgebiet nach Osten, z. B. Krimmler Kees [Salzburg, Venedigergruppe], Wurtenkees = Mölltaler Gletscher [Kärnten, Goldberggruppe], letzteres wie Hallstätter Gletscher [Oberösterreich, Dachstein (auch Karlseisfeld)] nicht bodenständig). Ferner ist verwandt mit Firn ‘alter, (z. T.) gefrorener Schnee (noch aus dem Vorjahr)’, vgl. auch bairisch-österreichisch ferten ‘im Vorjahr’, weiters die semantische Parallele in der romanischen Nachbarschaft vedretta im Fassatal von lateinisch vetus ‘alt’), (das) Kees repräsentiert ein altes Wort für ‘Eis’.

### Lagenamen nach der Flora
Namen wie Felber Tauern (auf alten Landkarten auch Windischer Tauern, benannt nach dem Felbertal im Norden, dessen Name auf dem Ortsnamen Felben beruht, zu mittelhochdeutsch velwen, ein altes Wort für ‘Weidenbaum’), Grasberg (Steiermark, Hochschwabgruppe), Kahlenberg (Wien), Zirmkogel (Salzburg, Kitzbüheler Alpen) (= ‘Zirbenkogel’), Feichtenberg (Oberösterreich, Voralpen) ‘Fichtenberg’ (wie das Fichtelgebirge), Hochtannberg (Vorarlberg, Allgäuer Alpen), Speikkofel (Kärnten, Norische Alpen), Speikkogel (Steiermark, Norische Alpen), Speikberg (Oberösterreich, Dachsteingebirge, zu Speik, eine Alpenpflanze [Valeriana celtica]) usw., darunter auch zahlreiche Namen aus der vordeutschen Schicht, z. B. Semmering (Niederösterreich / Steiermark, aus slawisch čemerьnikъ ‘Nieswurzgegend’, vgl. slowenisch čemerika ‘weiße Nieswurz, weißer Germer’).
Da Gebirge meist mit ausgedehnten Wäldern bedeckt sind, kommt es vielfach zu einer Vermengung der Begriffe Berg und Wald. Daher haben mehrere Berglandschaften Namen wie Wiener Wald (westlich von Wien), Schwarzwald (östlich bzw. nördlich vom Rhein in Württemberg, schwarz im Sinne von ‘finster, dunkel’) oder Westerwald. Weitere Beispiele wären der Teutoburger Wald (ein Höhenzug im Münsterland; wo die berühmte Schlacht war, nur der Name ist schon seit römischer Zeit überliefert und bedeutet etwa ‘Volksburg’, wohl eine germanische Fluchtburg), der Thüringer Wald oder Odenwald (unklarer Herkunft). Umgekehrt konnte auch das Wort Berg die Bedeutung ‘Wald’ annehmen (so u. a. in Unterkärnten).
Ein altes Wort für den Bergwald (im mitteldeutschen Bereich) oder den feuchten, auch sumpfigen (Eichen- und Buchen-) Wald in tiefer liegenden Gebieten und in der Ebene (oberdeutsch) ist Hart. Dieses liegt dem Harz zu Grunde (781 Hart, 870 Harz, Auslaut wohl vom Genitiv, vgl. Harzburg, 1187 Hartesburch). Auch der Ostrand des Pfälzerwaldes Haardt sowie der Spessart enthalten dieses Appellativ (839 Spehteshart ‘Spechtswald’).
Moos ist sowohl der Name einer Pflanzengruppe als auch die bairische Mundartform für ‘Moor’, davon Bergnamen wie Hochmoos (Wetterstein, Tirol) oder Mooskopf (Ötztaler Alpen, Tirol). Das Diminutiv dazu ist Mös(e)l, der moorige Grasboden heißt in der Mundart auch Filz, davon die Ortsnamen Filzmoos (Salzburg u. Steiermark) und Hochfilzen (Salzburg). Im Mitteldeutschen entspricht Venn, als Bergname romantisiert Venusberg bei Bonn. Ein Teil der Eifel führt den Namen (das) Hohe Venn. Auch der Name der Eifel hängt mit der Flora zusammen, er beruht wahrscheinlich auf *Aik-fil ‘Eichenville’, also der mit Eichen bewachsene Teil des Höhenzuges Ville (das ein abgekommenes Wort für ‘eben, flach’ enthält) zwischen Rhein und Erft, auch Vorgebirge genannt. Auf einen Ulmenbestand weist der Bergname Elm (bei Braunschweig, so schon 997 u. 1152, zu altsächsisch elm ‘Ulme(nwald)’).

### Lagenamen nach der Fauna
Namen wie Gamsgrube, Gamskarlspitze (beide Hohe Tauern), Gamskogel (Oberösterreich, Totes Gebirge), Gamskofel (Kärnten, Karnische Alpen), Gamsstein (Tirol, Ötztaler Alpen) usw. (zu bairisch-österreichisch Gams ‘Gemse’, in neuer Orthographie Gämse), Hirschenkogel (Niederösterreich / Steiermark; ein altes mundartliches Wort für ‘Hirsch’ ist Hirz, z. B. in Hirzeck [Steiermark, Niedere Tauern]), Hühnerkogel (Kärnten, Norische Alpen) usw. Die meisten dieser Namen hängen mit der Jagd zusammen wie u. a. auch Jagerkogel (Kärnten / Salzburg, Ankogelgruppe) oder Gjaidalm und -stein (Oberösterreich, Dachsteingebirge, zu altmundartlich Gjaid ‘Jagd’). Neben den Saumwegen für den Warentransport und den Viehwegen für den Almauf- und Almabtrieb sind die Jägersteige die ältesten Wege im Gebirge, was sich dann im Namengut widerspiegelt.

### Lagenamen nach der Nachbarschaft
Viele Berge haben ihren Namen nach der Nachbarschaft erhalten, so heißen viele Gebirgsgruppen nach den jeweiligen Landschaftsnamen der nächsten Umgebung (z. B. Allgäuer Alpen [Tirol / Vorarlberg] oder Gurktaler Alpen [Kärnten / Steiermark, Teil der Norischen Alpen]), Böhmerwald (Böhmen), auch nach Ortschaften (z. B. Kitzbüheler Alpen [Salzburg / Tirol] oder Gutensteiner Alpen [Niederösterreich]), mitunter auch nach historischen Vorbildern (z. B. Norische Alpen [Kärnten / Salzburg / Steiermark], nach der römischen Provinz Noricum oder Teutoburger Wald [Münsterland]). Für einzelne Berge und Gipfel waren namengebend oft Hofnamen (z. B. Koschutnikturm [Kärnten, Karawanken] nach dem Gehöft Koschutnik am Fuße des Berges) und Ortsnamen (z. B. Wiener Berg [Wien]) sowie Almen und Fluren der nächsten Umgebung, z. B. Wolayerkopf [Kärnten, Karnische Alpen] nach dem Flurnamen Wolaye oder Bielschitza [Kärnten, Karawanken], slowenisch Belščica, d. i. ‘Vellacher Alm’ (die Almgründe von Karner Vellach, slowenisch Koroška Bela bei Jesenice / Assling, Slowenien).
Auch Schutzhütten (z. B. Klagenfurter Spitze nach der Klagenfurter Hütte [Kärnten, Karawanken]), Alpenvereinssektionen (z. B. Austriascharte [Oberösterreich / Steiermark, Dachsteingebirge]) nach der AV-Sektion Austria, Rostocker Eck (nach der Rostocker Hütte, heute Essener-Rostocker Hütte der gleichnamigen AV-Sektion, Venediger Gruppe, Tirol) und verdiente Alpinisten (z. B. Simonyspitzen [Salzburg / Tirol, Venedigergruppe] und Simonykees [Tirol, Venedigergruppe]) haben zur Vielfalt der österreichischen Bergnamengebung beigetragen.

### Kulturnamen
Am häufigsten Alpe, mundartlich (bairisch-österreichisch) Alm, alt und im Westen Albe [ålwe], alemannisch Alp / Alb ‘Bergweide’ (s. o.), z. B. Hochalm (Steiermark, Niedere Tauern), Saualpe (Kärnten, Norische Alpen) usw.; ferner Namen wie Kuhberg (Niederösterreich, Wienerwald), Ochsenkogel (Oberösterreich, Dachsteingebirge) oder Rosshorn (Tirol, Rieserfernergruppe) nach Kuh-, Ochsen- und Rossalmen in der näheren Umgebung. Im alemannischen Bereich z. B. Maiensäß ‘Voralpe, Frühlingsweide’.
Nach dem (heute oft schon historischen) Bergbau z. B. Erzberg (Steiermark, Ennstaler Alpen), Erzgebirge (Sachsen / Tschechische Rep.), Goldberggruppe (Kärnten/Salzburg), Eisenhut (Steiermark, Norische Alpen und Niedere Tauern), Salzberg (Oberösterreich, Voralpen), Knappenböden (Tirol, Lechtaler Alpen) usw.

### Besitznamen
Meist Zusammensetzungen mit Orts- und Hofnamen, so ist die Villacher Alpe (Kärnten, slowenisch mundartlich B(e)ljaščica von slowenisch Beljak ‘Villach’) nach den Weiderechten der Villacher Bauern so benannt, oder Hochschwab (Steiermark) nach einem urkundlich allerdings nicht nachweisbaren Bauern Schwab; ähnlich auch Namen wie Karwendel (Tirol, zu einem alten Personennamen, etwa Gerwendel, Garwendel) oder Gaberl (Steiermark, Norische Alpen, ‘Gabriel’). Beispiele aus den Hohen Tauern z. B. Dorfer Alm und Peischlacher Alm.

### Kultisch-mythische Namen bzw. religiöse Namen
Im alten Volksglauben sind Namen wie Hochkönig (Salzburg), Kaiserburg (Kärnten, Nockgebiet), König(s)stuhl (Kärnten / Salzburg / Steiermark, Norische Alpen) und Hochstuhl (Kärnten, Karawanken) und dgl. begründet; sagengebunden sind Namen wie Übergossene Alm (Salzburg, Berchtesgadener und Salzburger Kalkalpen). Es ist oft nicht klar, ob tatsächlich eine Sage oder mythische Figuren manchen Bergnamen zugrunde liegen, manche Autoren (z. B. E. Kranzmayer) erklären in einem solchen Sinne Bergnamen wie Venediger (nach den ‘Venedigermandln (-männlein)’) oder Totes Gebirge, andere wiederum betrachten ganz nüchtern Venediger als mehr oder weniger zufällige Namensübertragung oder das Tote Gebirge nach seiner wegen Wassermangels pflanzenlosen und öden Landschaft. – Zahlreiche Berge sind nach Heiligen bzw. den ihnen geweihten Kirchen und Kapellen benannt wie z. B. die 4 Berge des „Kärntner Vierbergelaufes“ Magdalens-, Ulrichs-, Veits- und Lorenziberg (Norische Alpen, rund ums Zollfeld und Glantal). Der Ulrichsberg führte ursprünglich den Namen Mons Carentanus und war für den Namen des Landes Kärnten ausschlaggebend; er müsste heute *Karnberg heißen, wie die kleine Ortschaft am Fuße des Berges im Norden.

### Künstliche bzw. gelehrte Namen
Künstliche Namengebung erfolgte teils aus bergsteigerisch-touristischen, z. B. Klagenfurter Spitze (Kärnten, Karawanken), slowenisch übersetzt Celovška špica nach der Klagenfurter Hütte (diese nach der Sektion Klagenfurt des Österreichischen Alpenvereins), teils aus geographischen Bedürfnissen (z. B. Lienzer Dolomiten [Kärnten / Tirol]), Rheinisches Schiefergebirge, Hessisches Bergland usw. Die meisten mit Hoch- und Groß- zusammengesetzten Bergnamen sind sekundär so benannt und gelten als höchste Erhebung eines bäuerlich bzw. volkstümlich so benannten Bergstockes wie z. B. Obir, König und Venediger, „offiziell“ Hochobir (Kärnten, Karawanken), Hochkönig (Salzburg) und Großvenediger (Salzburg / Tirol). Gelehrte Namen sind die Namen der Gebirgsgruppen, die teils nach einem Berg (z. B. Granatspitzgruppe [Salzburg / Tirol], Fichtelgebirge usw.), teils nach historischen Vorbildern (z. B. Karawanken [so seit der Neuzeit nach Karuankas bei Ptolomäus], Norische Alpen [nach der römischen Provinz Noricum, Kärnten / Salzburg / Steiermark], auch Teutoburger Wald) so benannt sind. Andere Namen wiederum sind in ihrer Schreibung verfälscht wie z. B. Birnlücke (Salzburg / Tirol, noch 1888 Pyrlücke, nach dem alten Namen Pirra bzw. Birlbach des Wasserlaufes im Südtiroler Ahrntal) oder Dirndln (Dachsteinmassiv, richtig Türnln ‘kleine Türme’ zu altmundartlich Turn ‘Turm’).
Auch die Bezeichnungen Alpen und Tauern (s. o.) sind als Sammelbegriffe gelehrten Ursprungs, als Bergwörter sind sie auch volkstümlich; Tauern, ist erst relativ spät zu einer Bezeichnung für Bergübergänge geworden. Andere Bezeichnungen für Bergübergänge sind Joch (z. B. Stilfser Joch, Südtirol), Sattel (Ammersattel, Bayern / Tirol), Tor / Törl (Hochtor, Fuscher Törl, beide Glocknergebiet, Torstein, heute Dachstein, s. o.), Höhe (Turracher Höhe, Kärnten / Steiermark) usw., z. T. ist auch Pass volkstümlich, doch manche Pässe und Übergänge enthalten ursprünglich (und heute noch volkssprachlich) oft kein solches Gattungswort, z. B. Wechsel (Niederösterreich / Steiermark), Loibl (Kärnten, Karawanken) und Gaberl (Steiermark, Norische Alpen). Auffallend ist die Wortfolge Pass Lueg (Salzburg), Pass Thurn (Salzburg / Tirol) usw.
Wenn auch die heutige Bergnamengebung eher jüngeren Datums ist, stammen nicht wenige Oronyme (als linguistische Einheit) aus früher Zeit, da nachrückende Völker oft den ursprünglichen Namen eines Hügels, eines Berges, eines Gebirges beibehalten haben. In den Alpen etwa sind römische und keltische Wurzeln verbreitet, auch vorkeltische und vorindogermanische.